# Балак (цар Моаву)
Балак (Баалак, Валаак) (1-а пол. XIII ст. до н. е.) — цар Моаву. Намагався перешкодити проникненню ізраїльських племен до долини Йордану та Ханаану. Згадується в Книзі Числа.

## Життєпис
Син царя Сіппори (Ципфори). Внаслідок невдалої війни (було зруйновано моавитянську столицю Ір-Моав) він або ще його батько поступився хабірському Шему (біблейському Сіхему), царю Дімаску і Апіру, областю північніше річки Арнона. за іншою версією ім'я царя Сихем є віддзеркаленням міста-держави Сихем (Шхему), тобто власне ім'я царя невідоме.
Під час вторгнення кочівників-ізраїльтян зберігав нейтралітет у протистоянні хаанеїв та ізраїльських племен. Поразки Шеми змусили Балака утворити коаліцію з останнім та мідіянами. Для успіху військової компанії запросив пророка (жерця) Валаама. За біблейським переказом той був зупинений янголом, а потім відмовився проклясти ізраїльтян, навпаки благословив їх. Напевне був підкуплений або заляканий ізраїльтянами.
В результаті війна Балака та його союзників проти ізраїльських племен не була вдалою. Про подальшу діяльність та нащадків нічого невідомо.